# 妖怪ウォッチ ワールド
『妖怪ウォッチ ワールド』（ようかいウォッチ ワールド）は、ガンホー・オンライン・エンターテイメントより配信されていたスマートフォン向けゲームアプリ。サービス期間は2018年6月27日 - 2022年12月23日。基本プレイ無料（アイテム課金制）。

## 概要
ガンホーとレベルファイブ（原作・監修）との共同開発で『妖怪ウォッチ』シリーズ5周年として発表された。ジャンルは妖怪探索位置ゲーム。iOS 10, Android 4.4以上用アプリ。GPSおよびGoogle マップの位置・地図情報と連動し、全国の妖怪を収集する内容。アプリは日本国内のみ対応し、マップは区市町村単位で区分けされている。
アプリ上の妖怪ウォッチでサーチすると、マップに「じもと妖怪」およびイベント妖怪のメダル、アイテム類、その区市町村内を訪れた他のプレイヤーのアイコンが表示され、手持ちの妖怪メダルを他プレイヤーに「ヒョーイ（憑依）」させる事で、プレイヤー自身が直接訪れていない場所へ移動（おでかけ）することもできる。またヒョーイした妖怪のおでかけ先に「妖怪の木」を植えることで、その場所からのサーチもできる（最大4ヵ所まで）。
CM・PVでのテーマ曲としてBUMP OF CHICKEN『望遠のマーチ』が使用され、配信開始当時にはゲームのタイトル画面BGMにも使用された。
2022年12月23日をもってサービスを終了した。サービス終了となった経緯について、運営は「Google Maps Platform Gaming Seivices」終了に伴うものとしている。また、サービス自体は終了したものの、「妖怪ウォッチ ワールド メモリーズ」として、おでかけマップの一部機能、さつえい機能、登場したほぼ全ての妖怪、もちもの、おみやげが閲覧できる機能に限定して配信が継続されている。当初は2023年12月25日まで期間限定で配信される予定だったが、2023年12月25日にディレクターの昇が配信の継続を発表し、公式サイト上での配信期間表記も削除された。

## バトル
サーチで発見、あるいは他プレイヤーからヒョーイしてきた妖怪は、本編ゲームや『妖怪ウォッチ ぷにぷに』と同様にバトル（オートバトル）を経て、ランダムで「ともだち」希望してくることで仲間になり、妖怪メダルが追加される。『ぷにぷに』同様、種族ごとでダメージの大小が変わる「相性」がある。
プレイヤー側がバトルに出せる妖怪は最大で前衛3体・後衛2体の計5体で、プレイヤーのタップ（妖魂注入）によって一時的に能力が上がり、ゲージが溜まった時のタップで「ひっさつわざ」を発動できる。敵妖怪は中央のリーダー+左右のおとも2体で現れ、リーダー妖怪のみが仲間にできる。また他プレイヤーからのヒョーイで「平和」とくせいを持つ妖怪（主にイベント限定妖怪）とはバトルできないが、ヒョーイにより普段のバトルでもらえる経験値および敵妖怪が「ともだち」希望をしてくる確率が上がる。

## 各要素
ガシャ
本編ゲームと同様、コイン消費で妖怪やアイテムを入手できる。また妖怪玉消費でレアな妖怪が出る可能性のある「イベントガシャ」「スーパーピックアップガシャ」が期間限定で出現する。
合成
特定の妖怪の合成によって進化させる他、同じ妖怪の合成でわざレベルが強化される。特定の妖怪は妖幻晶との合成でSSランクに進化できる。また「そうび」も合成で強化したり、妖石と妖幻晶の合成で、特定の妖怪専用そうび「オーブ」が生成できる。
ともだち
他のプレイヤーと最大50人まで「ともだち」になることができる。この内3人までは「親友」になることができる。
百鬼夜待（ひゃっきやたい）
発見した妖怪は、その場でバトルせず待機させることもできる。最大100体まで待機でき、24時間を過ぎると去ってしまう。
おでかけビンゴ
プレイヤー自身またはヒョーイで「おでかけ」した妖怪が訪れた都道府県でビンゴを揃えて報酬のアイテムが入手できる。
妖怪マップ
じもとマップ
各区市町村におけるじもと妖怪のともだち率(コンプリート率)が確認できる。
すみかマップ
各区市町村において出現するじもと妖怪が確認できる。
おでかけマップ
ヒョーイした妖怪、妖怪列車経由でヒョーイした妖怪がおでかけした区市町村またはプレイヤー自身が直接訪れた区市町村やその制覇率が確認できる。この内プレイヤー自身の移動を記録する機能は「妖怪ウォッチ ワールド メモリーズ」にも引き継がれている。
おみやげマップ
ヒョーイした妖怪がおでかけした都道府県から持って帰ってくるなどして入手した「おみやげ」を確認できる。
称号マップ
1つまたは複数の区市町村をプレイヤー自身またはヒョーイした妖怪がおでかけすることなどで入手した「称号」を確認できる。
ご当地ニャン
各都道府県に訪れた時間によってポイントが貯まり、ご当地の扮装をしたジバニャンとバトルできる。
妖怪探偵団
プレイヤー同士で探偵団を結成し、チャットやクエスト、専用の「みんなでビンゴ」「探偵団バトル」などができる。
金の卵
6時間に1回「さする」ことができ、「ごりやく」を溜めることができる。ごりやくが溜まると報酬をもらうことができる。ごりやくはともだち(他プレイヤー)が金の卵をさすった場合でも溜まる。
さつえい
スマートフォンのカメラを起動し、ともだちになった妖怪と一緒に撮影することができる。1枚の画像につき5体までの妖怪を配置でき、各妖怪の位置や角度、大きさ、アクションを設定できる。また、「フレーム」を1つ選択することもできる。

## イベント
封印解放
特定の妖怪数体を集めることで、イベント限定の封印妖怪を解放し仲間にすることができる。
妖怪降臨
イベントごとに変わる特定の妖怪とバトルする。一部は封印解放イベントに必要な妖怪となる。
妖怪大戦
日本のどこかに現れるボス妖怪に立ち向かうレイドバトル。手持ちの妖怪を出撃させ、ダメージを与える。一度出撃させた妖怪はプレイヤーのもとには戻らない。区市町村ごとおよび個人の成績によって報酬のアイテムが入手できる。
妖怪バトルリーグ
対戦ごとに手持ちの妖怪3体を選び、CPUと対戦する（対戦相手名と妖怪は全プレイヤーの中からランダムで決められる）。勝ち抜くごとに称号が上がり、対戦相手のレベルも上がっていく。一度出場させて勝利した妖怪はリーグ終了まで再出場できない。
妖怪列車
「エリア封印妖怪」が設定され、封印解放に必要なじもと妖怪のいる場所に移動する。移動先の駅で手持ちの妖怪メダルから「駅長」を設定することで、同じ種族の妖怪が現れやすくなる。

## 課金アイテム
妖怪玉
限定ガシャを回す、バトルのコンティニュー、妖怪の木の回復、メダルボックス拡張などに使用する。課金の他、報酬やイベント等でも入手できる。
YDチップ
探索・バトルのスキップや各ステータスが30日間アップする。後に上位版の「プレミアムYDチップ」も追加された。

## 玩具連動
NFC対応のスマートフォン使用でNEO 妖怪YCチップ搭載玩具と連動し「けいけんちだま」を入手できる。他の『妖怪ウォッチ』ゲームシリーズと異なり、連動は全ての玩具が各1回のみで、他のプレイヤーIDには使用できない。

## コラボレーション
- パズル&ドラゴンズ

開催期間：2019年5月27日～6月10日、2020年2月11日～2月25日
TVアニメ版の主人公モンスターである「トラゴン」をはじめ、たまドラ、メタドラ、専用ガシャ「ガチャドラ」などが登場。なお、本コラボでのパズドラのロゴはTVアニメ版と同じものを使用している。
なお、本アプリのタイトル画面にガンホーの他作品の広告（例：『TEPPEN』、『ニンジャラ』）が不定期に載せられることがある。

## 受賞
- Google Play ベストオブ2018 ゲーム クリエイティブ部門[11]
- 交通広告グランプリ2019 企画・プロモーション部門「優秀作品賞」[12]